# Ballade pour piano et orchestre (Fauré)
Pour les articles homonymes, voir Ballade pour piano et orchestre.
La Ballade pour piano et orchestre en fa dièse majeur opus 19 est une œuvre concertante de Gabriel Fauré. Composée en 1879 à l'origine pour piano seul, elle est créée le 23 avril 1881 à la Société nationale de musique à Paris, le compositeur au piano. Dédiée à Camille Saint-Saëns et écrite après que son auteur avait assisté à une représentation de Siegfried de Richard Wagner, la partition fut très souvent jouée par Marguerite Long qui en fit un de ses chevaux de bataille.

## Structure
1. Andante cantabile
2. Allegro moderato
3. Allegro molto moderato

- Durée d'exécution: quinze minutes

## Source
- François-René Tranchefort, Guide de la musique symphonique, éd. Fayard, 1986 p. 260